# Opere di W. Somerset Maugham

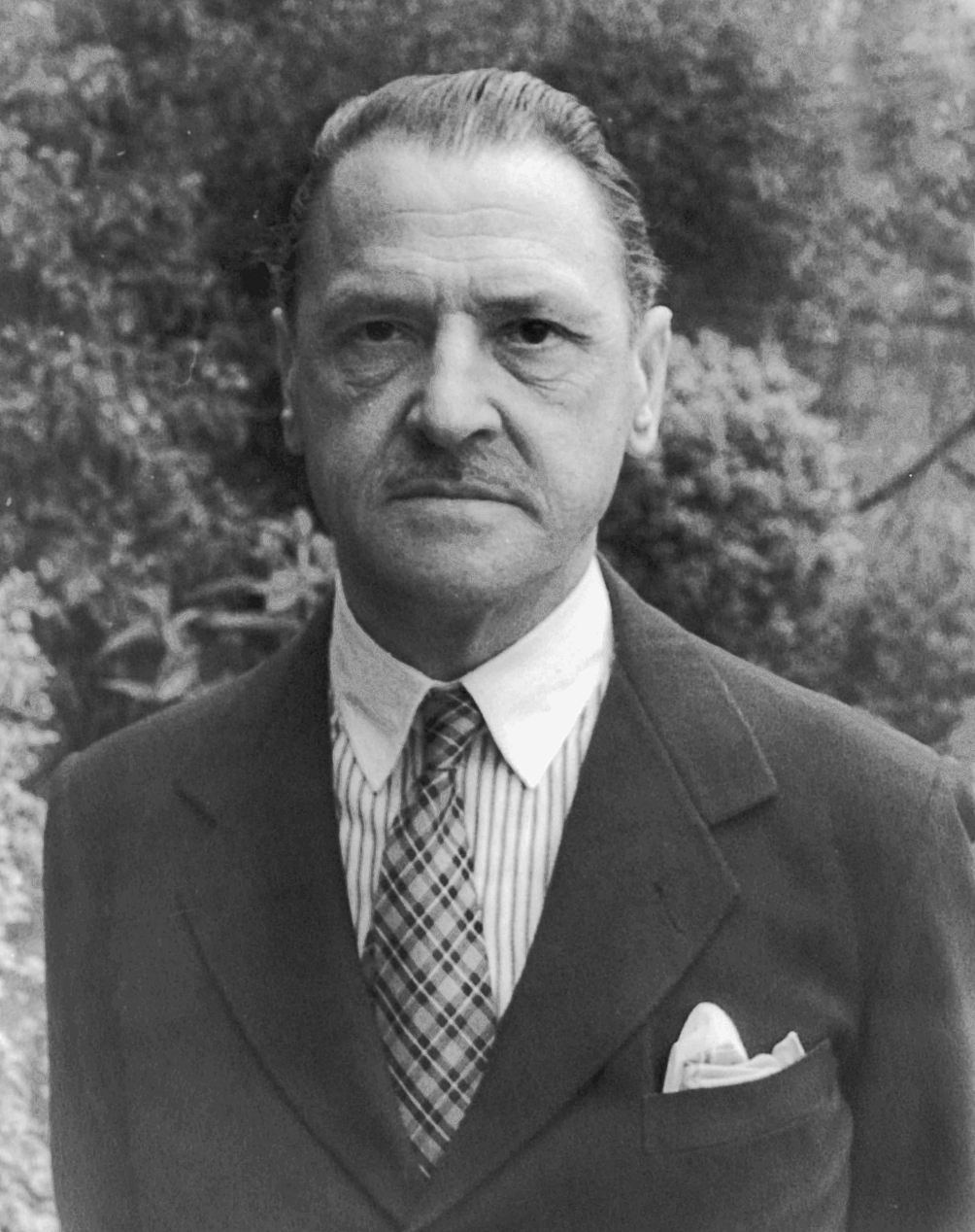
W. Somerset Maugham

Questa è un elenco delle opere di William Somerset Maugham, uno degli scrittori inglesi più famosi e prolifici del XX secolo.

## Romanzi, libri di viaggi, saggi
Questa lista riporta i romanzi, i libri di viaggi ed i saggi, scritti da Maugham, in ordine cronologico.
- Liza di Lambeth (1897)
- The Making of a Saint (1898)
- Orientations (1899)
- The Hero (1901)
- La signora Craddock (Mrs Craddock) (1902)
- The Merry-go-round (1904)
- The Land of the Blessed Virgin: Sketches and Impressions in Andalusia (1905)
- Il mantello del Vescovo (The Bishop's Apron) (1906)
- The Explorer (1908)
- Il mago (The Magician) (1908)
- Schiavo d'amore (Of Human Bondage) (1915)
- La luna e sei soldi (The Moon and Sixpence) (1919)
- The Trembling of a Leaf (1921)
- On A Chinese Screen (1922)
- Il velo dipinto (The Painted Veil) (1925)
- The Casuarina Tree (1926)[2]
- The Letter (Stories of Crime) (1930)
- Ashenden: Or the British Agent (1928)[3]
- The Gentleman in the Parlour: A Record of a Journey From Rangoon to Haiphong (1930)
- Lo scheletro nell'armadio (Cakes and Ale: or, the Skeleton in the Cupboard) (1930)
- The Book Bag (1932)
- Acque morte (The Narrow Corner) (1932)
- Ah King (1933)
- The Judgement Seat (1934)
- Don Fernando (1935)
- Cosmopolitans - Very Short Stories (1936)
- My South Sea Island (1936)
- La diva Julia (Theatre) (1937)
- The Summing Up (1938)
- Christmas Holiday (1939)
- Princess September and The Nightingale (1939)
- France At War (1940)
- Books and You (1940)
- The Mixture As Before (1940)
- In villa (Up at the Villa) (1941)
- Strictly Personal (1941)
- The Hour Before Dawn (1942)
- The Unconquered (1944)
- Il filo del rasoio (The Razor's Edge) (1944)
- Oggi e allora (Then and Now) (1946)
- Of Human Bondage, with a Digression on the Art of Fiction: An Address (1946)
- Creatures of Circumstance (1947)
- Catalina (1948)
- Quartet (1948)
- Great Novelists and Their Novels (1948)
- A Writer's Notebook (1949)
- Trio (1950)
- The Writer's Point of View (1951)
- Encore (1952)
- Lo spirito errabondo (The Vagrant Mood) (1952)
- The Noble Spaniard (1953)
- Ten Novels and Their Authors (1954)
- Points of View (1958)
- Purely For My Pleasure (1962)

## Opere teatrali
- A Man of Honour (1903)
- Lady Frederick (1912)[4]
- Jack Straw (1912)[5]
- Mrs Dot (1912)[6]
- Penelope (1912)[7]
- The Explorer (1912)[8]
- The Tenth Man (1913)[9]
- Landed Gentry (1913)[10]
- Smith (1913)[11]
- The Land of Promise (1913)
- The Unknown (1920)
- The Circle (1921)[12]
- Caesar's Wife (1922)[13]
- East of Suez (1922)
- Our Betters (1923)[14]
- Home and Beauty (1923)[15]
- The Unattainable (1923)[16]
- Loaves and Fishes (1924)[17]
- Costanza (The Constant Wife, 1926)[18]
- The Letter (1927)
- The Sacred Flame (1928)
- The Bread-Winner (1930)
- For Services Rendered (1932)
- Sheppey (1933)[19]

## Contributi su periodici
Questa lista presenta in ordine cronologico (in base alla data della prima pubblicazione) ogni articolo o contributo di Maugham per riviste o periodici. Spesso Maugham verificava l'interesse dei suoi lettori per una storia pubblicandola a puntate su giornali o periodici, in seguito la pubblicava come romanzo, o in una raccolta di racconti brevi.
- Don Sebastian (1898)
- Cupid and the Vicar of Swale (1900)
- Lady Habart (1900)
- Schiffbruchig (1903)
- Pro Patria (1903)
- A Man of Honour (1903)
- A Point of Law (1904)
- An Irish Gentleman (1904)
- A Rehearsal (1905)
- Flirtation (1906)
- The Fortunate Painter and the Honest Jew (1906)
- A Marriage of Convenience (1908)
- The Making of a Millionaire (1906)
- Good Manners (1907)
- Cousin Amy (1908)[21]
- The Happy Couple (1908)
- A Traveller in Romance (1909)
- The Mother (1909)[22]
- Pygmalion at Home and Abroad (1914)
- Gerald Festus Kelly (1915)
- Mackintosh (1920)
- Miss Thompson (1921)[23]
- Red (1921)
- On Writing for the Films (1921)
- The Pool (1921)
- Honolulu (1921)
- My South Sea Island (1922)
- Foreign Devils (1922)[24]
- Fear (1922)
- A City Built on a Rock (1922)
- Philosopher (1922)
- Two Studies – Mr Pete (1922)[25]
- Taipan (1922)
- The Princess and the Nightingale (1922)
- Before the Party (1922)
- Bewitched (1923)[26]
- The Imposters (1923)[27]
- Mayhew (1924)
- German Harry (1924)
- The Force of Circumstance (1924)
- In a Strange Land (1924)
- The Luncheon (1924)
- The Round Dozen (1924)[28]
- The Woman Who Wouldn't Take a Hint (1924)
- The Letter (1924)
- A Dream (1924)[29]
- The Outstation (1924)
- The Happy Man (1924)
- Salvatore the Fisherman (1924)[30]
- Home from the Sea (1925)[31]
- The Ant and the Grasshopper (1924)
- Mr Know-All (1925)
- Novelist or Bond Salesman (1925)
- The Widow's Might (1925)[32]
- The Man Who Wouldn't Hurt a Fly (1925)[33]
- The Code of a Gentleman (1925)[34]
- The Yellow Streak (1925)
- The Most Selfish Woman I Knew (1925)[35]
- The Man with a Scar (1925)
- The Great Man (1926)[36]
- An Honest Woman (1926)[37]
- The End of the Flight (1926)
- Another Man without a Country  (1926)[38]
- Consul (1926)[39]
- The Creative Impulse (1926)
- The Closed Shop (1927)
- Footprints in the Jungle (1927)
- Pearls (1927)[40]
- Advice to a Young Author (1927)
- The Traitor (1927)
- One of Those Women (1927)[41]
- His Excellency (1928)
- The Hairless Mexican (1928)
- Mr Harrington's Washing (1928)
- The British Agent  (1928)[42]
- The Four Dutchmen (1928)
- In Hiding (1929)[43]
- A Derelict (1929)[44]
- The Extraordinary Sex (1929)[45]
- Straight Flush (1929)
- The Man Who Made His Mark (1929)[46]
- Through the Jungle (1929)
- Mirage (1929)
- A Marriage of Convenience (1929)
- On the Road to Mandalay (1929)[47]
- Cakes and Ale (1930)
- Maltreat the Dead in Fiction (1930)
- The Human Element (1930)
- Virtue (1931)
- The Vessel of Wrath (1931)
- Maugham Discusses Drama (1931)
- Arnold Bennett (1931)
- The Right Thing is the Kind Thing (1931)[48]
- The Alien Corn (1931)
- The Door of Opportunity (1931)
- The Temptation of Neil MacAdam (1932)[49]
- The Narrow Corner (1932)
- For Services Rendered (1932)
- The Three Fat Women of Antibes (1933)
- The Buried Talent (1934)
- The Best Ever (1934)[50]
- How I Write Short Stories (1934)
- The Short Story (1934)
- A Casual Affair (1934)
- Appearance and Reality (1934)
- The Voice of the Turtle (1935)
- Gigolo and Gigolette (1935)
- The Lotus Eater (1935)
- An Official Position (1937)
- The Lion's Skin (1937)
- The Sanatorium (1938)
- The Professional Writer (1939)
- Doctor and Patient (1939)[51]
- You and Some More Books (1939)
- The Facts of Life (1939)
- A Man with a Conscience (1939)
- Christmas Holiday (1939)
- Proof Reading as an Avocation (1939)
- Classic Books of America (1940)
- The Villa on the Hill (1940)[52]
- Britain Views the French Navy (1940)
- The Refugee Ship (1940)
- The Insider Story of the Collapse of France (1940)
- The Lion at Bay (1940)
- Reading under Bombing 1940
- Give me a Murder (1940)
- What Tomorrow Holds (1941)
- The are Strange People (1941)
- Novelist's Flight from France (1941)
- Little Things of no Consequence (1941)
- We Have Been Betrayed (1941)
- Escape to America (1941)
- Theatre (1941)
- Mr Tomkin's Sitter (1941)
- The Culture that is to Come (1941)
- An Exciting Prospect (1941)
- Paintings I Have Liked (1941)
- The Hour Before Dawn (1941)
- Why Do You Dislike Us? (1942)
- To Know About England and the English (1942)
- Morale Made in America (1942)
- The Happy Couple (1943)
- Virtue (1943)[53]
- Unconquered (1943)
- The Captain and Miss Reid (1943)[54]
- Reading and Writing and You (1943)
- We Have a Common Heritage (1943)
- The Terrorist (1943)
- Write about What You Know (1943)
- The Razor's Edge (1943)
- How I Like to Play Bridge (1944
- In Defence of Who-Done-Its (1945)
- What Reading Can Do For You (1945)
- The Colonel's Lady (1946)
- A Woman of Fifty (1946)
- Function of the Writer (1946)
- Then and Now (1946)
- Behind the Story (1946)
- Episode (1947)
- The Point of Honour (1947)
- What Should a Novel Do? (1947)
- The Romantic Young Lady (1947)
- Gustave Flaubert and Madame Bovary (1947)
- Henry Fielding and Tom Jones (1947)
- Honoré De Balzac and Old Man Goriot (1948)
- Emily Bronte and Wuthering Heights (1948)
- Fyodor Dostoevsky and the Brothers Karamazov (1948)
- Stendhal and the Red and the Black (1948)
- Jane Austen and Pride and Prejudice (1948)
- Herman Melville and Moby Dick (1948)
- Charles Dickens and David Copperfield (1948)
- Catalina (1948)
- Spanish Journey (1948)
- Ten Best Sellers (1948)
- A Writer's Notebook (1949)
- Augustus (1949 - 1950)
- Zurbaran (1950)
- After Reading Burke (1950 - 1951)
- Somerset Maugham Tells a Story of the Lady from Poonay (1951)
- The Bidding Started Slowly (1952)
- Looking Back on Eighty Years (1954)
- Somerset Maugham and the Greatest Novels (1954)[55]
- The Perfect Gentleman (1955)
- On Having My Portrait Painted (1959)
- Credo of a Story Teller (1959)
- On the Approach of Middle Age (1960)
- Looking Back (1962)

## Racconti brevi
Questa lista riporta i racconti brevi, in ordine alfabetico, scritti da Maugham.
- A Bad Example
- A Casual Affair
- A Chance Acquaintance[3][57]
- A Domiciliary Visit[3][58]
- A Friend in Need
- A Man from Glasgow
- A Man with a Conscience
- A Marriage of Convenience
- A Point of Law
- A String of Beads
- A Traveller in Romance
- A Trip to Paris[3][59]
- A Woman of Fifty
- An Irish Gentleman
- An Official Position
- Appearance and Reality
- Before the Party
- Behind the Scenes[3][60]
- Cousin Amy[21]
- Cupid and The Vicar of Swale
- Daisy
- De Amicitia
- Episode
- Faith
- Flirtation
- Flotsam and Jetsam
- Footprints in the Jungle
- French Joe
- German Harry
- Gigolo and Gigolette
- Giulia Lazzari[3]
- Good Manners
- Gustav[3][61]
- His Excellency[3]
- Home
- Honolulu
- In a Strange Land
- Jane
- Lady Habart
- Lord Mountdrago
- Louise
- Love and Russian Literature[3][57]
- Mabel
- Mackintosh
- Masterson
- Mayhew
- Mirage
- Miss King[3]
- Mr Harrington's Washing[3]
- Mr Know-All
- Neil MacAdam
- P & O
- Princess September
- Pro Patria
- R.[58]
- Rain
- Raw Material
- Red
- Salvatore
- Sanatorium[3]
- Straight Flush
- The Alien Corn
- The Ant and the Grasshopper
- The Back of Beyond
- The Book Bag
- The Bum
- The Buried Talent
- The Choice of Amyntas
- The Closed Shop
- The Colonel's Lady
- The Consul
- The Creative Impulse
- The Dark Woman[3][62]
- The Door of Opportunity
- The Dream
- The End of the Flight
- The Escape
- The Facts of Life
- The Fall of Edward Barnard
- The Flip of a Coin[60]
- The Force of Circumstance
- The Fortunate Painter
- The Four Dutchmen
- The French Governor
- The Greek[3][62]
- The Hairless Mexican[3]
- The Happy Couple
- The Happy Man
- The Human Element
- The Judgement Seat
- The Kite
- The Letter
- The Lion's Skin
- The Lotus Eater
- The Luncheon
- The Making of a Millionaire
- The Man with the Scar
- The Mother
- The Noblest Act
- The Opium Addict
- The Outstation
- The Poet
- The Point of Honour
- The Pool
- The Portrait of a Gentleman
- The Promise
- The Punctiliousness of Don Sebastian
- The Romantic Young Lady
- The Round Dozen
- The Social Sense
- The Spanish Priest
- The Taipan
- The Three Fat Women of Antibes
- The Traitor[3]
- The Treasure
- The Unconquered
- The Verger
- The Vessel of Wrath
- The Voice of the Turtle
- The Wash-Tub
- The Yellow Streak
- Virtue
- Winter Cruise

## Contributi per altri autori
- Charles Hawtrey, The Truth at Last (1924)[63]
- Doris Arthur Jones, What a Life! (1932)[64]
- Catalogo di una mostra di Sir Gerald Kelly (1950)[64]
- Eddie Marsh (1953)
- Sewell Stokes, Without Veils (1953)[65]
- Raymond Mander e Joe Michenson, The Artist and the Theatre - The story of the paintings collected and presented to the National Theatre by W.Somerset Maugham (1955)[65]
- Violet Hammersley, Letters from Madame de Sevigne (1955)[64]